# Selenops zuluanus
Selenops zuluanus là một loài nhện trong họ Selenopidae.
Loài này thuộc chi Selenops. Selenops zuluanus được George Newbold Lawrence miêu tả năm 1940.